# Zierau (Kalbe)
Zierau ist ein Ortsteil der Ortschaft Jeggeleben und der Stadt Kalbe (Milde) im Altmarkkreis Salzwedel in Sachsen-Anhalt.

## Geographie
Zierau, ein zum Straßendorf verändertes Angerdorf mit Kirche, liegt etwa 13 Kilometer nordwestlich der Stadt Kalbe (Milde) in der Altmark.
Nachbarorte sind Jeggeleben im Nordwesten, Depekolk im Norden, Rademin und Ladekath im Nordosten, Lüge im Osten, Thüritz im Südosten und Badel im Süden.

## Geschichte

### Mittelalter bis Neuzeit
Im Jahre 1307 wird ein Heyricus de Cyrowe als Zeuge in einer Urkunde in Salzwedel genannt.
Das Dorf Zierau wird 1321 erstmals als Sirow erwähnt, als die von Chartow denen von der Schulenburg den Schulzenhof im Dorf verkauften. Im Landbuch der Mark Brandenburg von 1375 wird es als Syrowe aufgeführt. Weitere Nennungen sind 1394 tzyrowe, 1541 Sirow, 1551 Zirow, 1687 Zierow und schließlich 1804 Zierau, ein Dorf mit einer Windmühle und einem Krug.

### Landwirtschaft
Bei der Bodenreform wurden im Jahre 1945 erfasst: eine Besitzung über 100 Hektar hatte 131 Hektar, 18 Besitzungen unter 100 Hektar mit zusammen 530 Hektar, eine Besitzung der Kirche mit 3 Hektar und zwei Gemeindebesitzungen mit zusammen 3 Hektar Fläche. Die Besitzung Fritz Schulz wurde 1945 enteignet und etwa 110 Hektar in ein Provinzialgut umgewandelt, 1948 Schulgut, 1949 Volksgut und Enteignung rückgängig gemacht, 1952 erneut enteignet und an das Volkseigene Gut VEG Büssen angegliedert. 1946 wurde die Besitzung Kersten mit 132 Hektar enteignet und aufgeteilt. Im Jahre 1952 entstand die erste Landwirtschaftliche Produktionsgenossenschaft vom Typ III, die LPG „Neues Leben“.

### Herkunft des Ortsnamens
Jürgen Udolph führte im Jahre 2018 den Ortsnamen auf einen slawischen Personennamen zurück, beispielsweise „Siroslaw“.
Franz Mertens schlug im Jahre 1956 zwei Ableitungen vor: Von wendischen „zurowy“ für „Heidel- oder Bickbeere“. Die Endung „-ow“ weist auf eine Fülle hin. Das Dorf wäre also ein „Heidelbeernest“. Oder der Wortstamm wäre „ciry, zirawa“ für „Weideland“. Damit hieße der Ort übersetzt „Weidelandreich“.

### Eingemeindungen
Ursprünglich gehörte das Dorf zum Arendseeischen Kreis der Mark Brandenburg in der Altmark. Zwischen 1807 und 1813 lag der Ort im Kanton Groß Apenburg auf dem Territorium des napoleonischen Königreichs Westphalen. Nach weiteren Änderungen gehörte die Gemeinde ab 1816 zum Kreis Salzwedel, dem späteren Landkreis Salzwedel.
Am 20. Juli 1950 wurde die Gemeinde Zierau in die Gemeinde Jeggeleben eingemeindet. Am 1. Januar 2011 wurde Jeggeleben nach Kalbe (Milde) eingemeindet. So kam Zierau am gleichen Tag als Ortsteil zur neuen Ortschaft Jeggeleben und zur Stadt Kalbe (Milde).

### Einwohnerentwicklung
| Jahr | Einwohner |
| ---- | --------- |
| 1734 | 071       |
| 1774 | 082       |
| 1789 | 078       |
| 1798 | 095       |
| 1801 | 085       |
| 1818 | 063       |
| 1840 | 107       |
| 1864 | 118       |

| Jahr | Einwohner |
| ---- | --------- |
| 1871 | 116       |
| 1885 | 106       |
| 1892 | [00]095   |
| 1895 | 094       |
| 1900 | [00]147   |
| 1905 | 142       |
| 1910 | [00]144   |
| 1925 | 185       |

| Jahr | Einwohner |
| ---- | --------- |
| 1939 | 175       |
| 1946 | 273       |
| 2015 | 117       |
| 2016 | 113       |
| 2017 | 120       |
| 2018 | 121       |
| 2020 | [00]114   |
| 2021 | [00]113   |

| Jahr | Einwohner |
| ---- | --------- |
| 2022 | [0]115    |
| 2023 | [0]113    |

Quelle, wenn nicht angegeben, bis 1946 und 2015 bis 2018

## Religion
Die evangelische Kirchengemeinde Zierau, die früher zur Pfarrei Jeggeleben gehörte, wird heute betreut vom Pfarrbereich Apenburg im Kirchenkreis Salzwedel im Bischofssprengel Magdeburg der Evangelischen Kirche in Mitteldeutschland. Die ältesten überlieferten Kirchenbücher für Jeggeleben stammen aus dem Jahre 1617.
Die katholischen Christen gehören zur Pfarrei St. Laurentius in Salzwedel im Dekanat Stendal im Bistum Magdeburg.

## Kultur und Sehenswürdigkeiten

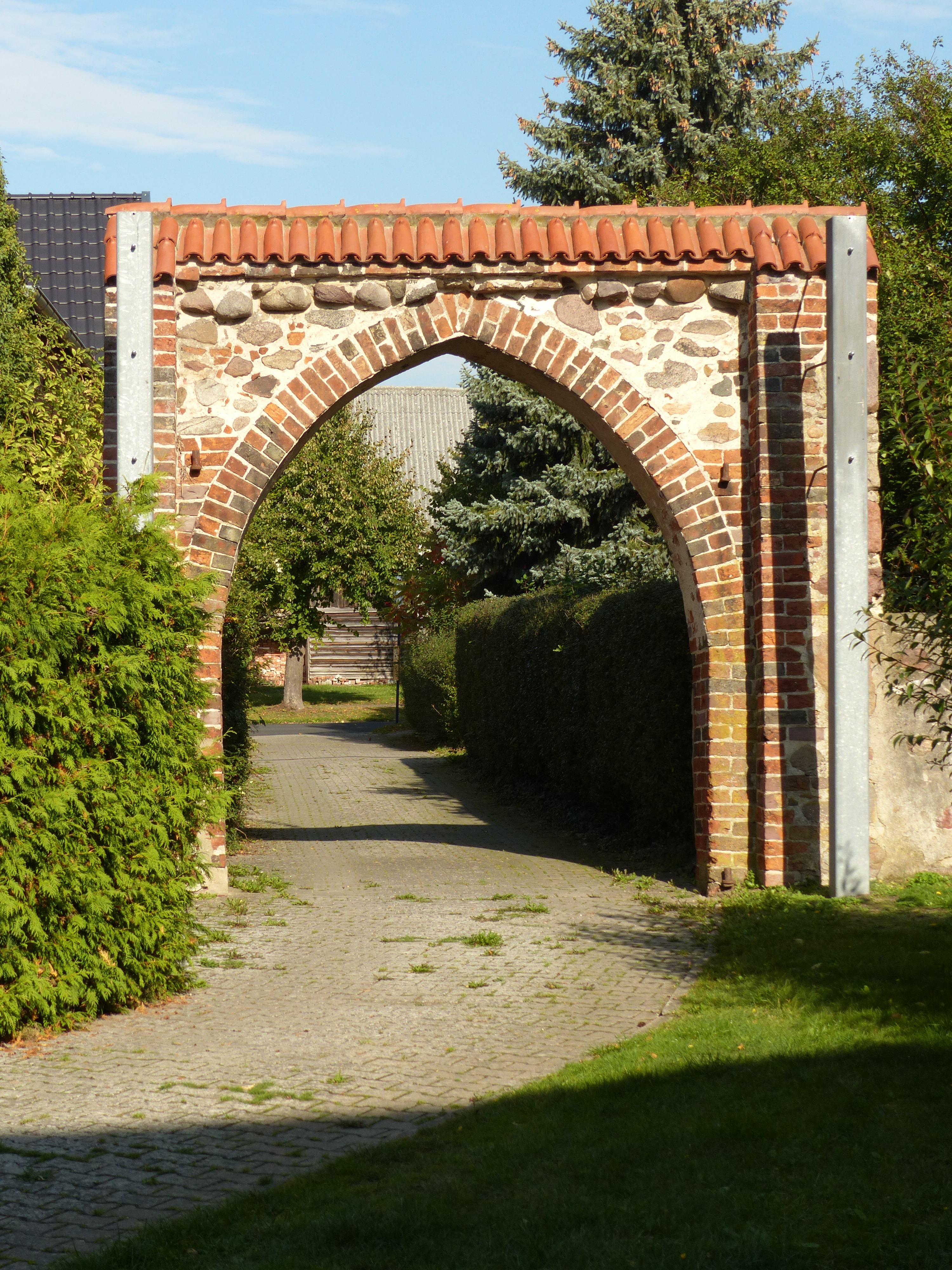
Tor zum Kirchhof

- Die evangelische Dorfkirche Zierau, ein spätromanischer Feldsteinbau mit rechteckigem Schiff und Westquerturm mit Dachreiter[20] war eine Filialkirche von Jeggeleben.[16]
- Der Ortsfriedhof befindet sich auf dem Kirchhof.
- Rechts des Weges nach Badel steht eine Bockwindmühle aus dem Jahre 1755. Sie wurde in den Jahren 1974 bis 1976 und um 2000 restauriert und wird durch den durch örtlichen Mühlenverein schrittweise komplettiert.[21]